# بنك حليب الأمهات

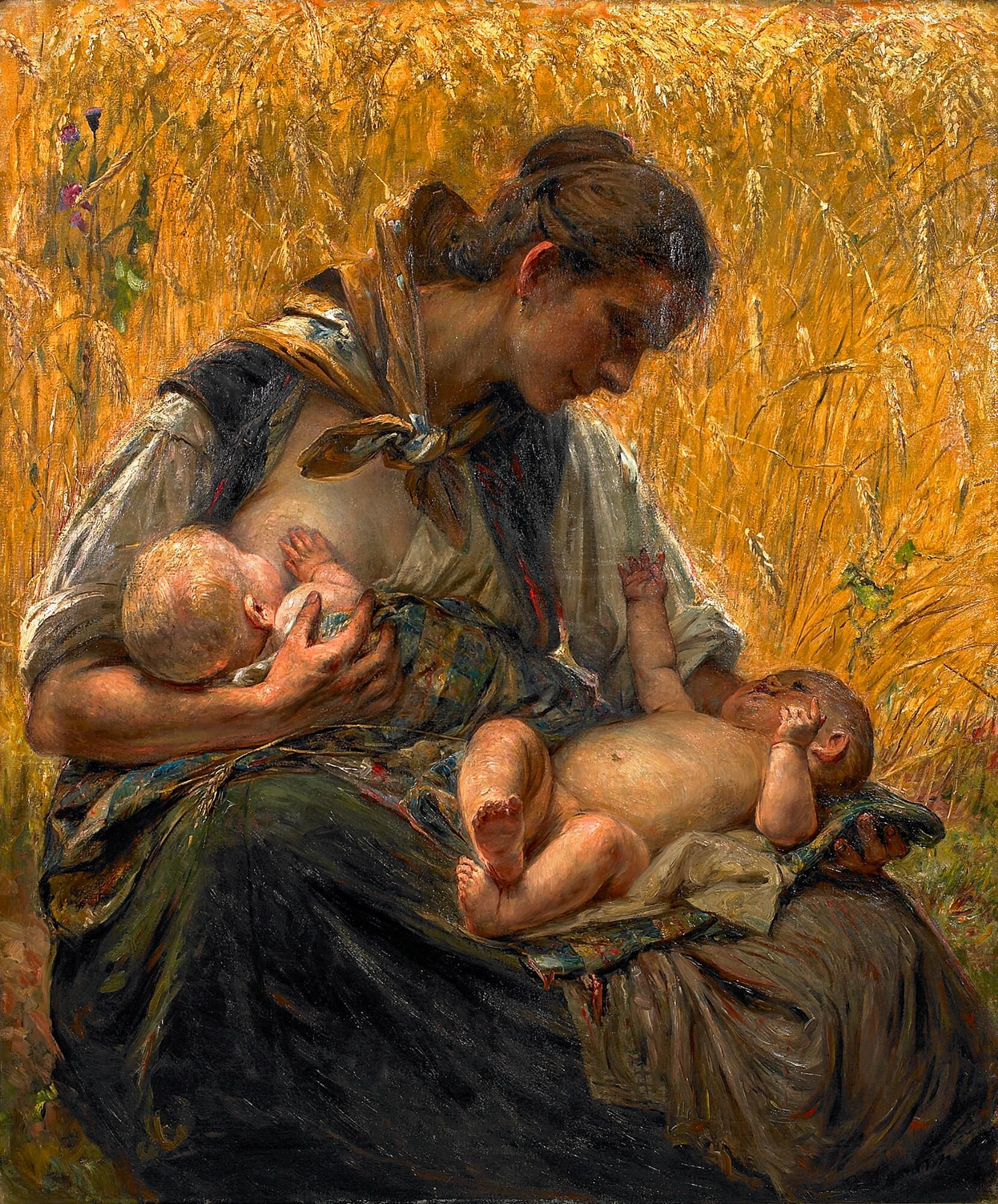
لوحة زيتية لبيرثا ويجمان تظهر "شابة ترضع توأمها"

بنك حليب الأمهات ، ويسمى أيضاً (بنك الحليب البشري) ، هو بنك يقدم خدمة معالجة جمع وفحص وتوزيع لبن الأمهات المرضعات غير المرتبطات بالرضيع المستفيد بيولوجياً . شهدت الستينيات انخفاضًا في بنوك الحليب بسبب التطورات الحديثة في رعاية حديثي الولادة وحليب الأطفال . ومع ثبات موقف منظمة الصحة العالمية وصندوق الأمم المتحدة للطفولة في عام 1980 بأن لبن الأم المتبرع به هو أفضل بديل لحليب الأم . تعلن دول عدة بين الفينة والأخرى افتتاح بنوك حليب الأمهات .

## التاريخ
تعود فكرة تأسيس بنك لتوفير حليب الأمهات لحديثي الولادة ، ممن لا تتمكن أمهاتهم من إرضاعهم ، إلى مستشفى ماجديبورج في ألمانيا عام 1919 ، لتنتشر الفكرة في عدة مدن ألمانية ، حتى وصلت في عام 2019 إلى 23 بنكاً في البلاد ، بحسب وكالة الأنباء الألمانية . وتدعم ولاية سكسونيا السفلى الألمانية المستشفيات في إنشاء بنوك حليب الأمهات ، فيما لا تزال الولايات الأخرى ترمي بعبء تكاليف إنشاء هذه البنوك على المستشفيات .
ودخلت البرازيل على خط تأسيس بنوك حليب الأمهات في عام 1985 ، وأصبحت تمتلك 217 بنكاً لحليب الأمهات ، ويوجد 223 بنكاً نشطاً في 28 دولة أوروبية على الأقل .
ومنذ عام 2014، وصلت أعداد بنوك حليب الأمهات في قارة أمريكا الشمالية 16 بنكاً ، وفي جنوب أفريقيا يوجد مركز لاستقبال وتوزيع حليب الأمهات ، وفي سنغافورة وأستراليا والهند أيضاً . كما أعلنت نيوزلندا افتتاح أول بنك لحليب الأمهات.
وفي يناير من عام 2020، افتتح متطوعات من ولاية يوتا الأمريكية ، أول بنك لحليب الأطفال في الولاية ، وسجل البنك خلال أشهر أكثر من 550 سيدة متبرعة وفي عام 2022 ، افتتح في نيجيريا أول بنك لحليب الأمهات ، ويأمل البنك في جمع 200 لتر من حليب الأمهات المتبرعات أسبوعيا .
وتتم عملية التبرع بالحليب بطريقة تشبه التبرع بالدم ، حيث يشترط لذلك سلامة صحة المتبرعة ، كما يجري فحص الحليب للتأكد من خلوه من الجراثيم .

## قائمة الدول التي يوجد بها بنكاً لحليب الأمهات
وصل عدد الدول التي تتبنى هذه الخدمة إلى أكثر من 35 دولة ، بحسب جمعية بنوك الحليب البشري في شمال القارة الأمريكية ، منها:
| أمريكا الشمالية  | أمريكا الجنوبية | أستراليا | آسيا  | أوروبا   | أوروبا          |
| ---------------- | --------------- | -------- | ----- | -------- | --------------- |
| كندا             | البرازيل        | أستراليا | الصين | بلغاريا  | المملكة المتحدة |
| الولايات المتحدة | كوبا            | نيوزلندا | الهند | التشيك   | هولندا          |
|                  | كوبا            |          |       | الدنمارك | النرويج         |
| بنما             | فنلندا          | بولندا   |       |          |                 |
| فينزويلا         | فرنسا           | إسبانيا  |       |          |                 |
| الأرجنتين        | ألمانيا         | روسيا    |       |          |                 |
| تشيلي            | اليونان         | السويد   |       |          |                 |
| كوستاريكا        | إيطاليا         | سويسرا   |       |          |                 |

## جدل فقهي إسلامي
في عام 2019 ، منعت السلطات البنجلاديشية مستشفى من افتتاح بنك لتقديم حليب الأم المتبرع به للرضع ، عقب موجة انتقادات من رجال دين مسلمين ، هاجموا فكرة افتتاح البنك لمخالفتها الشريعة الإسلامية . وتنص تعاليم الدين الإسلامي أنه ينتج عن عملية رضاعة الطفل من غير أمه أحكام شرعية ، منها ثبوت المحرمية بين الرضيع وفروعه من جهة ، وبين مرضعته ومن اتصل بها من جهة النسب من جهة ثانية ، فلا يتزوج الطفل الرضيع بعد بلوغه من ابنة مرضعته ولا أختها .
وتباينت أراء رجال الدين المسلمين حول مشروعية بنك حليب الأمهات ، وفيما أجاز مفتي الديار المصرية السابق ، أحمد هريدي في فتوى صدرت عام 1963 ، بشروط فنية من خلط الحليب قبل أن يتناوله الطفل ، أصدر مجمع الفقه الإسلامي الدولي التابع لمنظمة المؤتمر الإسلامي ، عام 1985م ، قراراً يطالب بمنع إنشاء بنوك حليب الأمهات في العالم الإسلامي ، وأفتى بحرمة الرضاعة منها .